# John Ronayne
John Edward Joseph Ronayne (* 16. Oktober 1931 in Dublin; † 28. Juni 2009) war ein irischer Violinist.
Ronayne wurde 1931 als zweites Kind des Dubliner Lastwagenfahrers Dominick Ronayne und dessen Frau Marion, geb. Rooney, in Dublin geboren. Er war zunächst Schüler einer Einrichtung des katholischen Laienordens Christian Brothers, besuchte dann die Dalton Tutorial School in Rathmines, Dublin. Sein Vater, ein Amateurgeiger, gab ihm seinen ersten Violinunterricht. Ab dem siebenten Lebensjahr besuchte er die städtische Musikschule, wo Michael McNamara und John MacKenzie ihn ausbildeten. Erste Erfolge sammelte er beim klassischen Musikfestival Feis Ceoil. Ronaynes Vorbild wurde der Geiger Jascha Heifetz, mit dessen Platten er in Berührung kam.
Seine erste Anstellung erhielt Ronayne sechzehnjährig am Gate-Theater in Dublin. Mit 17 Jahren kam er zum Radio Éireann Light Orchestra (RELO). 1949 fand er Anstellung beim Radio Éireann Symphony Orchestra (RESO). Nachdem er erfolgreich dem Geiger Max Rostal vorgespielt hatte, erhielt er ein Stipendium für die Londoner Guildhall School of Music. In der britischen Hauptstadt gehörte neben Rostal Reginald Morley zu seinen Violinlehrern. Auch traf er dort seine zukünftige Frau Elgin, Tochter des deutschen Violinvirtuosen Max Strub, die er ehelichte und mit der er drei Kinder hatte. 1953 kehrte er nach Dublin zu seinem alten Arbeitgeber zurück. Ronayne begann eine Zusammenarbeit mit dem Dirigenten Boyd Neel und dem Orchester des Royal Opera House. Er wechselte dann zum London Philharmonic Orchestra, mit dem er durch die Sowjetunion tourte. Unter Sir Thomas Beecham wurde er 1960 Co-Konzertmeister des Royal Philharmonic Orchestra. Dieses begleitete er später auf einer Tournee nach Nordamerika. Ronayne spielte u. a. unter Pierre Monteux, Rudolf Kempe, Fritz Reiner und Jean Martinon. Außerdem realisierte er Produktionen für Radio Éireann. Der Dirigent Tibor Paul holte ihn 1963 als Konzertmeister an das Radio Éireann Symphony Orchestra nach Dublin. Während seiner Zeit in Irland spielte er Orchester- und Kammermusik (mit seiner Frau) von Prokofjew, Strauss, Schönberg, Webern und Pfitzner. 1965 wurde er schließlich Konzertmeister des Symphonieorchesters des Bayerischen Rundfunks in München. 1972/73 war er nochmals Gast-Konzertmeister des Radio Telefís Éireann Symphony Orchestra (RTESO) in Dublin.
Ronayne verschlug es in den 1960er Jahren erneut nach London. Dort traf er auf populäre Musiker wie Bing Crosby, Louis Armstrong, The Beatles, Sammy Davis, Jr. und Frank Sinatra. Musikalisch begleitete er Sinatra nach Mailand, Teheran und Tokio. Ronayne war auch an mehreren berühmten Tonträgern wie Magical Mystery Tour, All You Need Is Love und Yellow Submarine der Beatles beteiligt.